# 주시안 대한민국 총영사관
주 시안 대한민국 총영사관은 2007년 중화인민공화국 산시성 시안시에 개설된 대한민국 외교부 소속의 총영사관이다.

## 관할지역
- 산시성
- 간쑤성
- 닝샤 후이족 자치구[2]

## 역대 공관장
| 대수         | 성명           | 재임기간                           |
| ------------ | -------------- | ---------------------------------- |
| 제1대 총영사 | 유재현(兪載賢) | 2006년 12월 26일 - 2009년 4월 9일  |
| 제2대 총영사 | 전태동(全泰東) | 2009년 4월 10일 - 2011년 9월 7일   |
| 제3대 총영사 | 전재원(全哉垣) | 2011년 9월 8일 - 2015년 3월 30일   |
| 제4대 총영사 | 이강국(李康國) | 2015년 4월 13일 - 2018년 10월 31일 |
| 제5대 총영사 | 김병관(金柄權) | 2018년 11월 5일 - 2021년 12월 21일 |
| 제6대 총영사 | 김한규(金漢圭) | 2021년 12월 29일 - 2023년 8월 27일 |
| 제7대 총영사 | 홍순창(洪淳昌) | 2023년 8월 28일 -                  |

## 같이 보기
- 대한민국의 재외공관 목록
  - 주중국 대한민국 대사관
  - 주광저우 대한민국 총영사관
  - 주상하이 대한민국 총영사관
  - 주우한 대한민국 총영사관
  - 주칭다오 대한민국 총영사관
  - 주홍콩 대한민국 총영사관
- 중화인민공화국 주재 외국공관 목록
- 대한민국-중화인민공화국 관계